# Marie Annaert
Marie Annaert dite "Martha", née à Londerzeel en Belgique le 18 mai 1897 et morte dans la même commune le 13 mars 2006, était la doyenne des Belges.

## Biographie
Marie Annaert sera d'abord maraîchère puis indépendante en tant que tenancière d'auberge et commerçante jusqu'en 1974.
Celle qui devint la doyenne des Belges passa les dernières années de sa vie dans une maison de repos de sa localité natale, où elle s'éteindra le lundi 13 mars 2006 à l'âge de 108 ans et où furent célébrées ses funérailles. 
Ne sachant plus très bien marcher et devenue malentendante, Madame Annaert avait gardé toute sa raison.
La nouvelle doyenne des Belges s'appelle Irma Notteboom et vit dans une maison de retraite à Eecklo (Flandre-Orientale).